# Isabella Neville
Isabella Neville (* 5. September 1451 Warwick Castle; † 22. Dezember 1476) war die älteste Tochter von Richard Neville, 16. Earl of Warwick, dem „Königsmacher“ der Rosenkriege, und Anne Beauchamp.

## Leben
Ihr Geburtsort war das Schloss Warwick Castle.
1469 heiratete sie George Plantagenet, 1. Herzog von Clarence. Da König Eduard IV. gegen diese Heirat war, fand sie am 11. Juli durch eine geheime Trauung in Calais statt. Durch die Heirat der beiden ging ihr Ehemann eine Allianz mit Richard Neville ein sowie mit dem Haus Lancaster und der Königinwitwe Margarete. Wenige Monate nach der Geburt ihres Sohnes am 6. Oktober 1476 starb sie am 22. Dezember 1476 mit nur 25 Jahren.
Da man annahm, ihre Dienerin Ankarette Twynho hätte sie vergiftet, wurde diese ob dieses angeblichen Verbrechens gehängt. Inzwischen geht man davon aus, dass Isabella Neville entweder an Kindbettfieber oder an Tuberkulose verstarb. Beerdigt wurde sie im Kloster Tewkesbury in  Gloucestershire.

## Nachkommen
- Unbenanntes Kind (*/† 17. April 1470, wurde von manchen als Mädchen namens Anne genannt, bei manchen als Junge.)
- Margaret Pole, 8th Countess of Salisbury (* 14. August 1473 † 27. Mai 1541)
- Edward Plantagenet, 17. Earl of Warwick (* 25. Februar 1475 † 28. November 1499)
- Richard von York (* 6. Oktober 1476 † 1. Januar 1477)